# Pico-Union

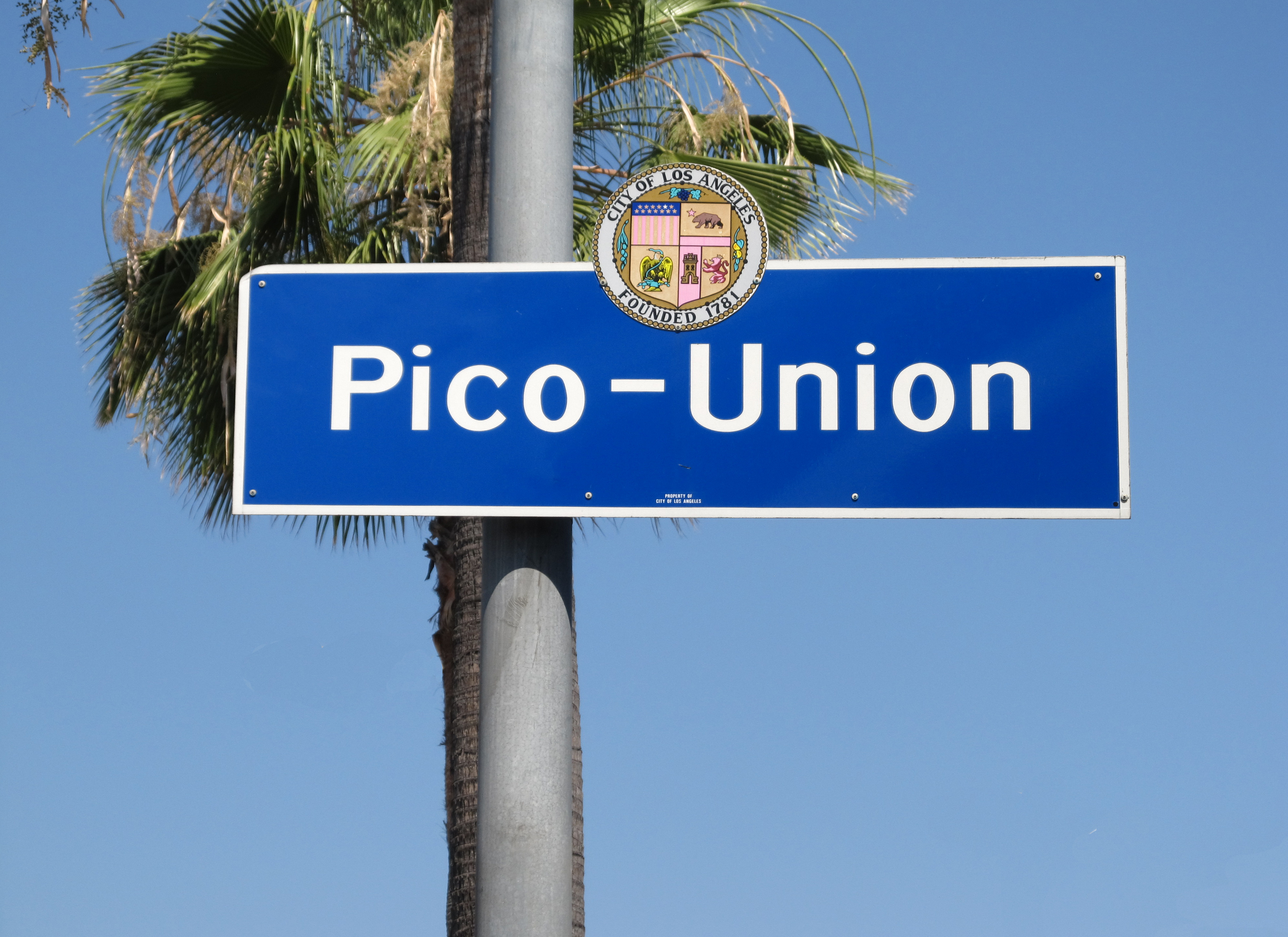

Pico-Union ist ein Stadtteil der US-amerikanischen Stadt Los Angeles. Die Gang Mara Salvatrucha (MS-13) entstand in diesem Stadtteil in den späten 1970er Jahren unter dem Namen Mara Salvatrucha Stoners .

## Lage

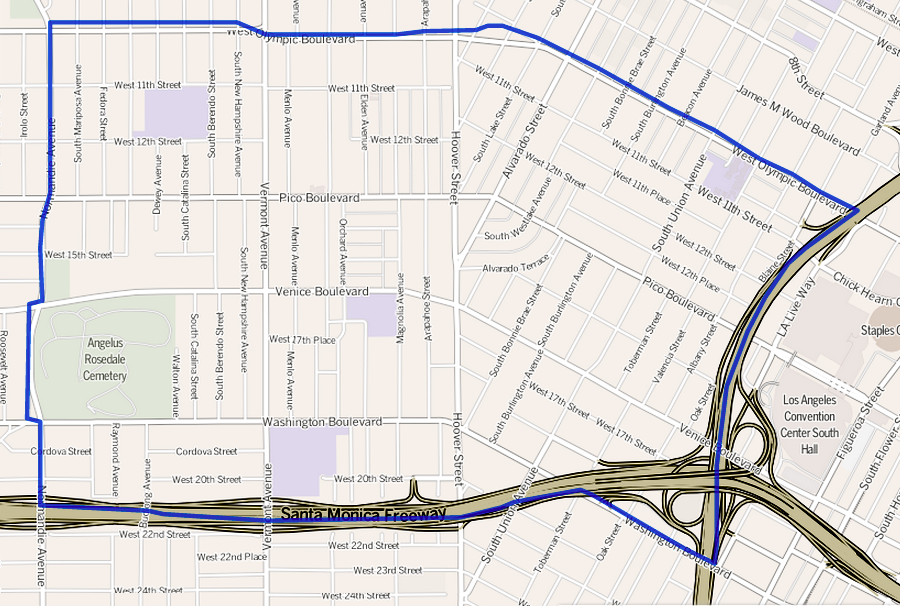
Karte von Pico-Union.

Pico-Union liegt südlich des Olympic Boulevard, nördlich des Santa Monica Freeway und wird im Osten durch den Harbour Freeway und im Westen durch die Hoover Street begrenzt. Ursprünglich bezog sich die Bezeichnung ungenauer auf die Umgebung der Kreuzung von Union Avenue und Pico Boulevard, wird aber seit 1970 offiziell für das genannte Gebiet verwendet. Das Viertel liegt innerhalb der ursprünglichen Stadtgrenzen von Los Angeles oder von El Pueblo de Los Angeles 1781.
Pico-Union grenzt an Adams-Normandie, Downtown, Harvard Heights, Historic South-Central, Koreatown, University Park und Westlake.

## Geschichte
Das heutige Gebiet von Pico-Union wurde zwischen 1890 und 1930 als schicker Vorort von Los Angeles unter dem Namen  Westlake District entwickelt. Zunächst siedelten sich europäische Zuwanderer dort an. Ab Beginn des 20. Jahrhunderts kamen Einwanderer aus Mexiko hinzu. Ab den frühen 1980ern wurde Pico-Union ein zentraler Ansiedlungsort für Zuwanderer aus Zentralamerika, die hierher vor Bürgerkriegen flohen.
In den 1960ern bildete sich in Pico-Union zunächst aus mexikanischen Einwanderern die 18th Street Gang. Da diese nur Mexikaner aufnahm, gründeten aus El Salvador stammende Jugendliche die konkurrierende Gang MS-13 in den 1980ern.

## Bevölkerung
Pico-Union ist ein für die Verhältnisse im Los Angeles County eng besiedeltes Gebiet. Nach der Volkszählung von 2000 lebten hier 42.234 Personen, Schätzungen von 2008 durch die Stadt Los Angeles 2008 gehen von 44.664 Personen aus.
85 % der Bevölkerung sind Latinos. Das Durchschnittseinkommen in dem Stadtteil beträgt $ 26.424 und gilt als niedrig. Auch der Bildungsgrad gilt als niedrig.

## Architektur

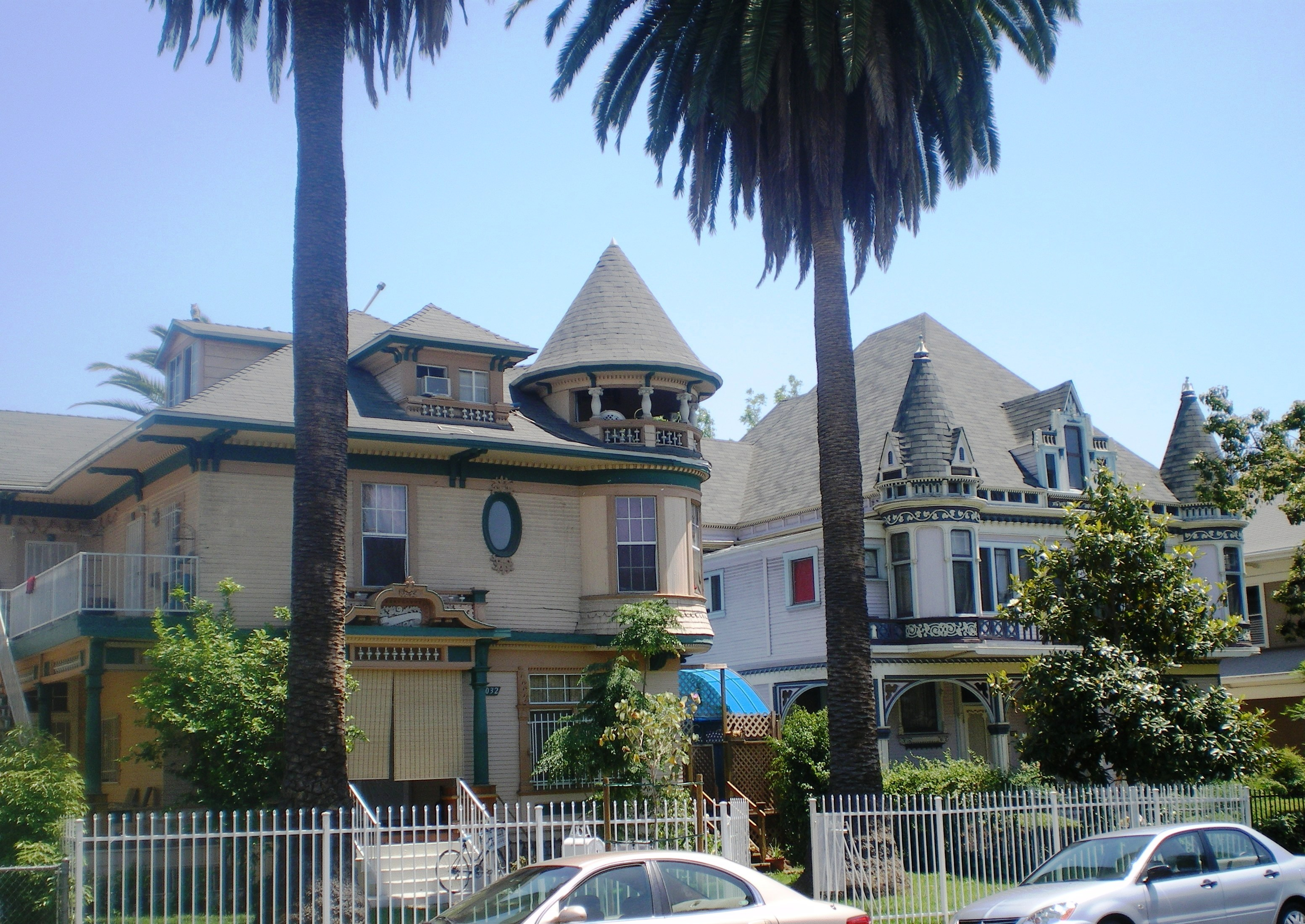
Gebäude in der South Bonnie Brae Street.

Die Einfamilienhäuser des Viertels weisen eine Vielzahl von Baustilen des späten 19. Jahrhunderts und des frühen 20. Jahrhunderts auf. Erwähnenswert ist das Ensemble von im Queen Anne Stil zwischen 1890 und 1904 errichteten Gebäuden in der South Bonnie Brae Street. Es handelt sich um eines der letzten Ensembles in Los Angeles, die in diesem früher weitverbreiteten Stil errichtet wurde.  Das Ensemble ist seit 1988 registriert als  National Register Historic District. Geringfügig älter ist das Gebäude an  1143 S. Westlake Avenue, das 1880 in noch weitgehend ländlicher Umgebung errichtet wurde. An  1415 Alvarado Terrace steht das Milner-Appartement-Gebäude. Die Architektur dieses Wohnblocks ist inspiriert worden durch die französische Architektur des 16. Jahrhunderts, weist aber Elemente der Neugotik auf.

An  1345 South Burlington Avenue steht das im Gotik Revival Stil 1925 errichtete Kirchengebäude der Angelica-Lutheran-Kirche. Die Gemeinde war ursprünglich von Einwanderern aus Skandinavien 1888 gegründet worden. In den 1980ern war diese Backstein-Kirche ein Mittelpunkt der Sanctuary-Bewegung in Südkalifornien. 

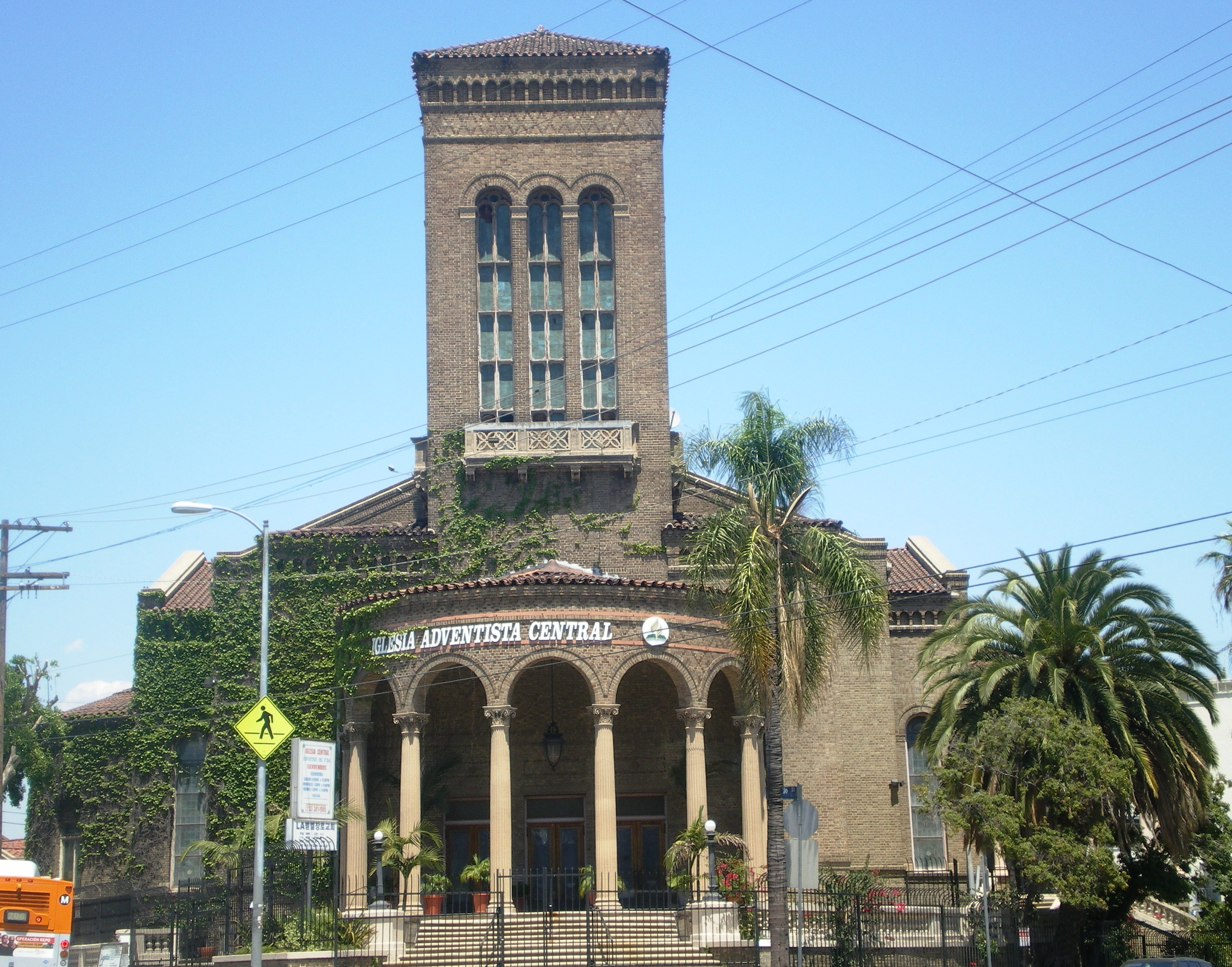
Das Kirchengebäude an Alvarado Terrace und Alvarado Street.

 An der Straßenkreuzung von  Alvarado Terrace und Alvarado Street steht die von Elmer Grey 1912 für die First Church of Christ, Scientist errichtete Kirche, die heute von Siebenten-Tags-Adventisten genutzt wird. Zwischenzeitlich, bis 1977 wurde das Kirchengebäude durch Jim Jones Peoples Temple genutzt.